# John Walter Gregory
John Walter Gregory, född 27 januari 1864, död 2 juni 1932, var en brittisk geolog.
Gregory var assistent vid geologiska avdelningen av British Museum 1887-1900, var professor vid universitetet i Melbourne 1900-1904 samt direktor för Victorias geologiska undersökning 1902-1904. 1904-1924 var han professor vid universitetet i Glasgow. Gregory har gjort vidsträckta resor över stora delar av jorden samt utövat ett mångsidigt författarskap. Bland hans verk märks geologiska beskrivningar av Sydafrika, Västindien, Australien samt verk inom ekonomisk geologi och paleontologi.